# Signature (arithmétique)
Pour les articles homonymes, voir Signature (homonymie).
En théorie algébrique des nombres, la signature d'un corps de nombres algébriques est un invariant de ce corps. Elle est définie comme un couple de deux entiers {\displaystyle r_{1}} et {\displaystyle r_{2}}, tels que {\displaystyle r_{1}} est le nombre de plongements réels, et {\displaystyle r_{2}} le nombre de couples de plongements complexes conjugués du corps {\displaystyle K} ; un plongement, morphisme de corps injectif dans le corps algébriquement clos des nombres complexes, est considéré réel s'il est à valeurs dans le sous-corps des nombres réels, et complexe sinon.
C'est un fait classique en théorie des corps que chaque plongement complexe admet un plongement complexe conjugué, ainsi que la relation {\displaystyle r_{1}+2r_{2}=n}, où {\displaystyle n} est le degré du corps {\displaystyle K} sur le corps des nombres rationnels.
La signature d'un corps de nombres intervient dans de nombreuses formules arithmétiques, comme le théorème des unités de Dirichlet, ou le dénombrement des {\displaystyle \mathbb {Z} _{p}}-extensions linéairement indépendantes, en théorie d'Iwasawa.